# Napa Valley Challenger 2013
Il Napa Valley Challenger 2013 è stato un torneo di tennis facente parte della categoria ATP Challenger Tour nell'ambito dell'ATP Challenger Tour 2013. È stata la 1ª edizione del torneo che si è giocata a Napa negli Stati Uniti dal 23 al 29 settembre 2013 su campi in cemento e aveva un montepremi di $50,000.

## Partecipanti singolare

### Teste di serie
| Nazionalità | Giocatore      | Ranking* | Testa di serie |
| ----------- | -------------- | -------- | -------------- |
| Stati Uniti | Denis Kudla    | 95       | 1              |
| Stati Uniti | Tim Smyczek    | 104      | 2              |
| Stati Uniti | Rhyne Williams | 125      | 3              |
| Stati Uniti | Alex Kuznetsov | 128      | 4              |
| Stati Uniti | Bradley Klahn  | 133      | 5              |
| Australia   | Matthew Ebden  | 135      | 6              |
| Stati Uniti | Steve Johnson  | 142      | 7              |
| Stati Uniti | Donald Young   | 143      | 8              |

- Ranking al 16 settembre 2013.

### Altri partecipanti
Giocatori che hanno ricevuto una wild card:
- Collin Altamirano
- Ben McLachlan
- Dennis Novikov
- Tim Smyczek

Giocatori che sono passati dalle qualificazioni:
- Greg Ouellette
- Thanasi Kokkinakis
- Jesse Witten
- Dimitar Kutrovsky

## Vincitori

### Singolare
Donald Young ha battuto in finale  Matthew Ebden con il punteggio di 4–6, 6–4, 6–2

### Doppio
Bobby Reynolds /  John-Patrick Smith hanno battuto in finale  Steve Johnson /  Tim Smyczek con il punteggio di 6–4, 7–6(2)